# Церковь Эремитани
Церковь Эремитани (итал. Chiesa degli Eremitani), или Церковь отшельников, — бывшая августинская церковь XIII века в готическом стиле в Падуе, в регионе Венето, Италия. Находится недалеко от железнодорожного вокзал Падуи, рядом с Капеллой Скровеньи с фресками Джотто и муниципальной археологической и художественной галереей: Musei Civici agli Eremitani, которая размещается в бывшем августинском монастыре, расположенном слева от входа в церковь. В 2021 году фрески Эремитани были внесены в список Всемирного наследия ЮНЕСКО, в составе цикла фресок XIV века восьми зданий Падуи.

## История
Монахи-отшельники-августинцы, предшественники нынешнего ордена Святого Августина, прибыли в Падую в 1237 году. Благодаря покровительству жены местного дворянина Заккарии дель Арена и города, церковь была возведена между 1260 и 1276 годами и посвящена святым Филиппу и Иакову. Монахи продолжали управлять монастырём и церковью до 1806 года, пока Наполеон не запретил орден и не закрыл монастырь. Церковь была вновь открыта для богослужений в 1808 году, а в 1817 году она была переименована в приходскую церковь.

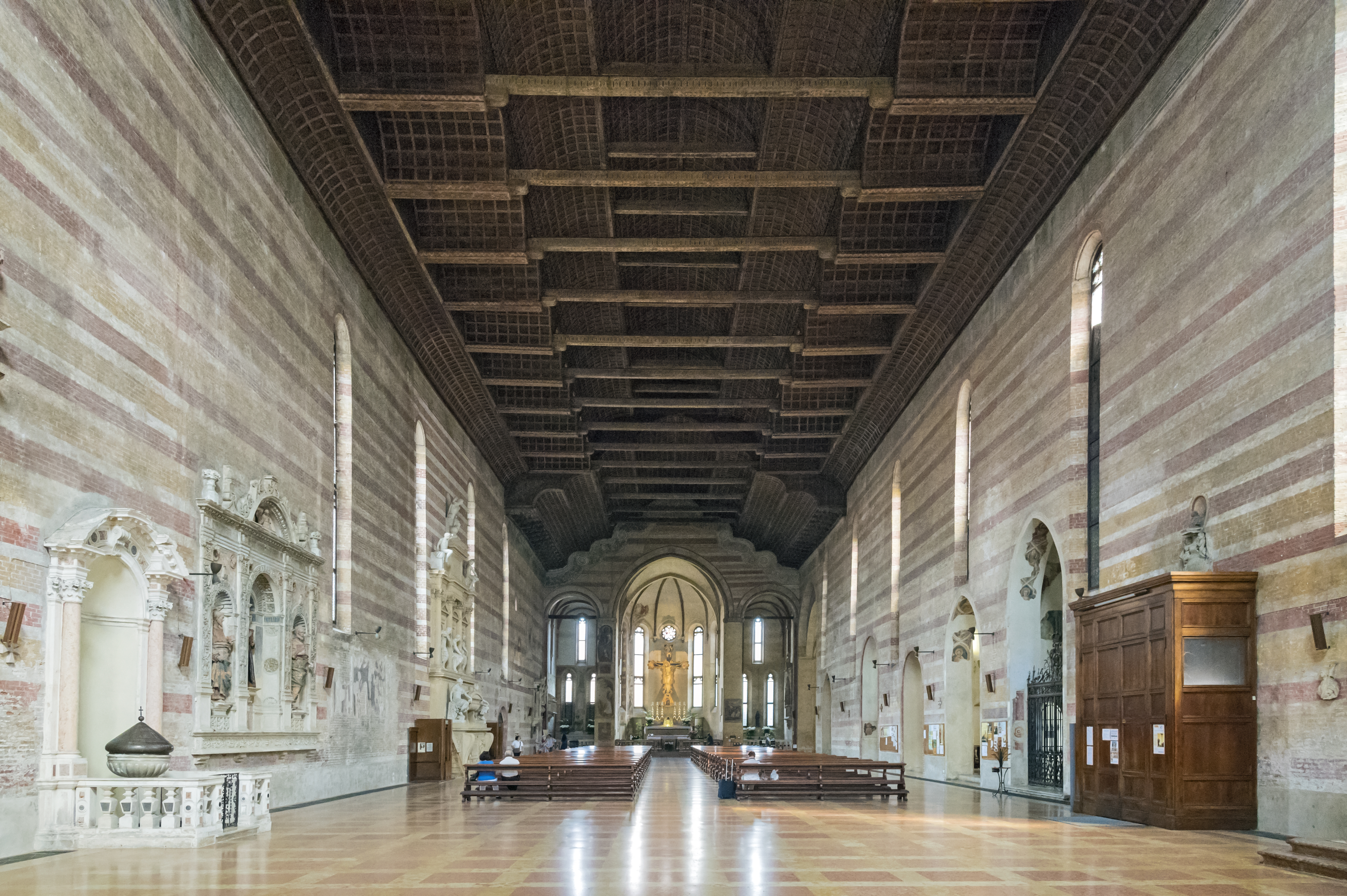
Неф

Фасад высокий, с окном-розой. Боковой портал XV века украшен барельефами с изображением месяцев, выполненными Николо Барончелли. Внутреннее пространство занимает один неф.
В церкви находились знаменитые фрески капеллы Оветари, изображающие сцены из жизни святых, написанные в 1449–1455 годах художником эпохи Возрождения Андреа Мантеньей: «Шествие на казнь святого Иакова» и «Мученичество святого Иакова» на северной стене и соответствующие им две сцены на южной стене — «Казнь святого Христофора» и «Перемещение тела святого Христофора» — и кроме того, «Вознесение Марии» в апсиде. Капелла была в значительной степени разрушена в марте 1944 года в результате воздушной бомбардировки союзниками во время Второй мировой войны, поскольку находилась рядом с немецким штабом. В процессе реставрации после бомбардировки было найдено более 88 000 фрагментов, занимающих площадь всего около 77 квадратных метров, тогда как первоначальная площадь составляла несколько сотен. Из всего цикла Мантеньи уцелели только три композиции — сцены со святым Христофором и «Вознесение Марии» благодаря тому, что в виду плохой сохранности ещё в 1880 году были отделены от стен и содержались в хранилище. Кроме них до нас дошли скудные фрагменты «Мученичества святого Иакова», наложенные сейчас поверх укрепленного на стене фотографического воспроизведения подлинника.
В церкви до сих пор сохранились фрески других художников, включая Гварьенто и Ансуино да Форли. В церкви находятся гробницы кондотьеров и правителей Падуи Якопо II да Каррара (ум. 1351) и Убертино да Каррара (ум. 1345), лорда Андриоло де Санти (де Санктис) и другие захоронения. Ранее они находились в церкви Сант-Агостино вплоть до её сноса в 1819 году.

## Галерея

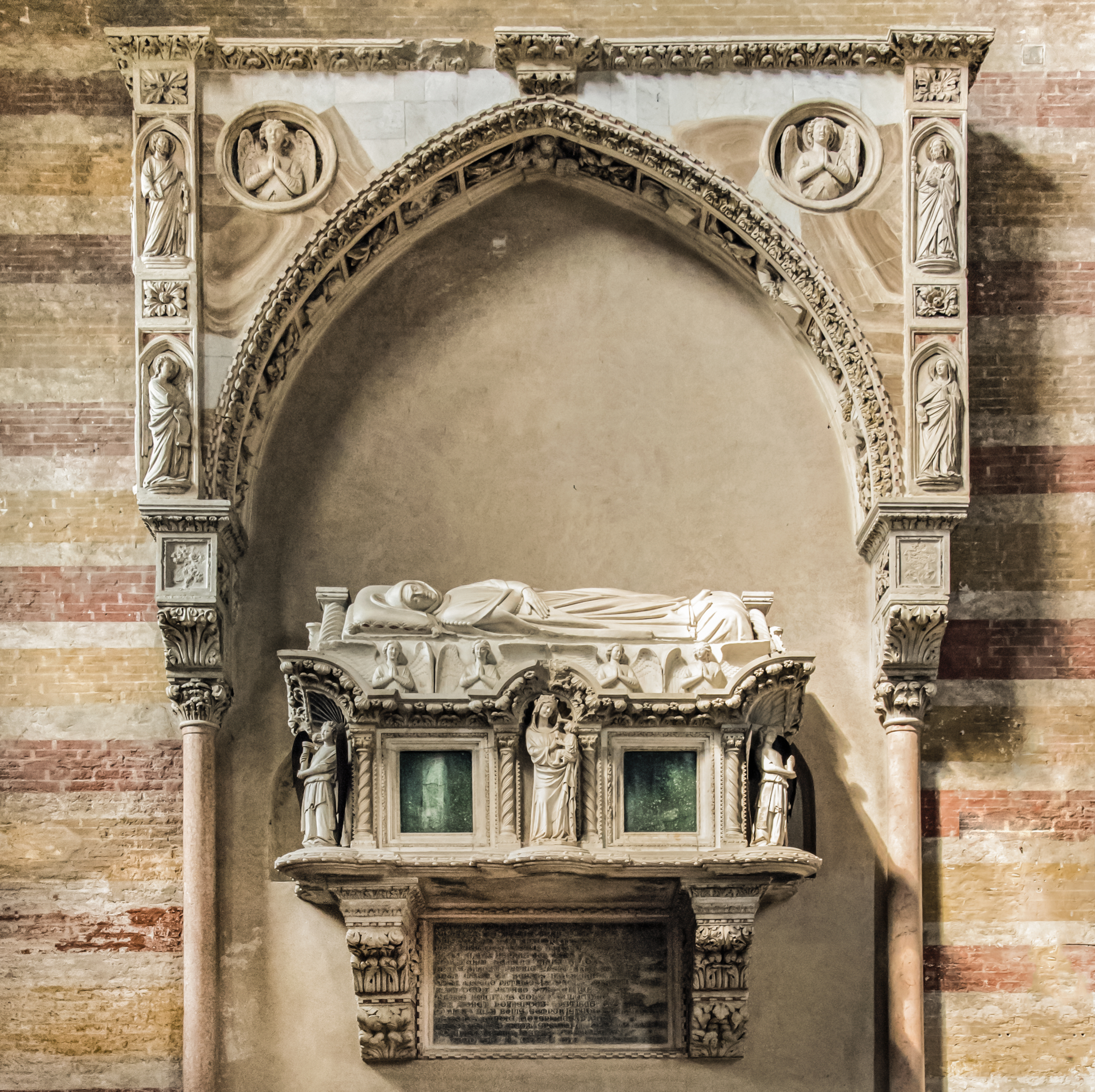
Гробница Якопо II да Каррара
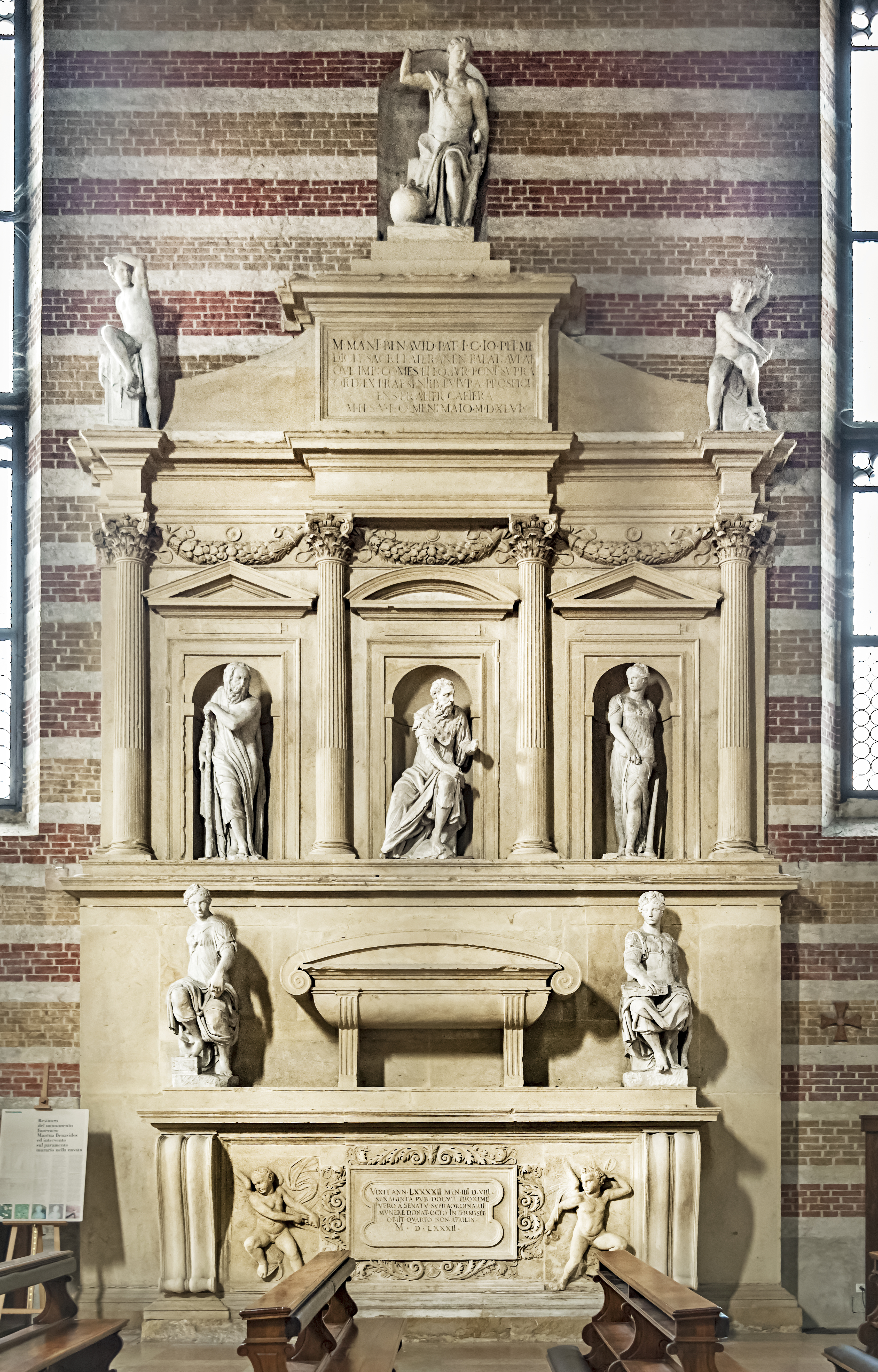
Мавзолей Марко Мантуи Бонавидеса
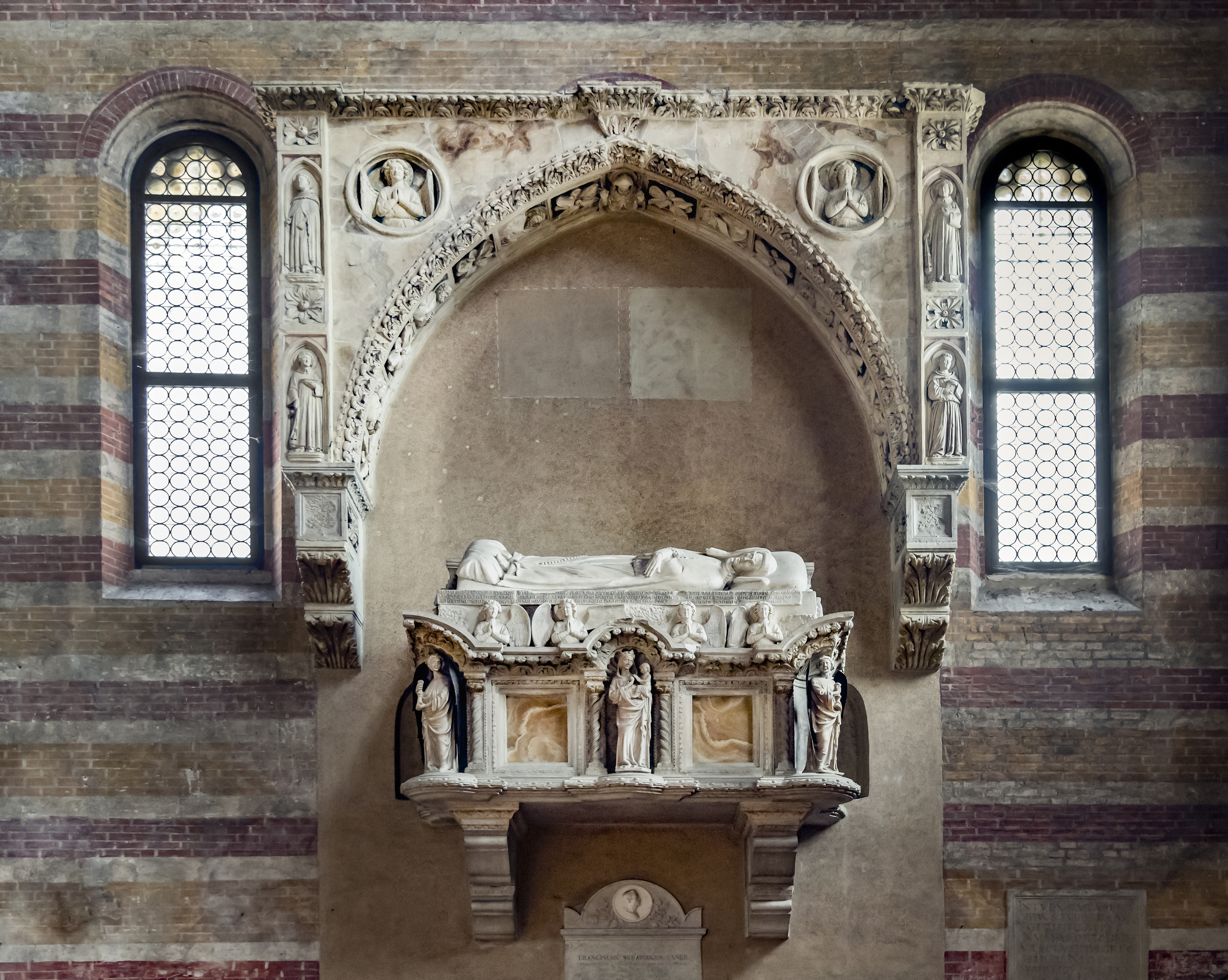
Гробница Убертино да Каррара
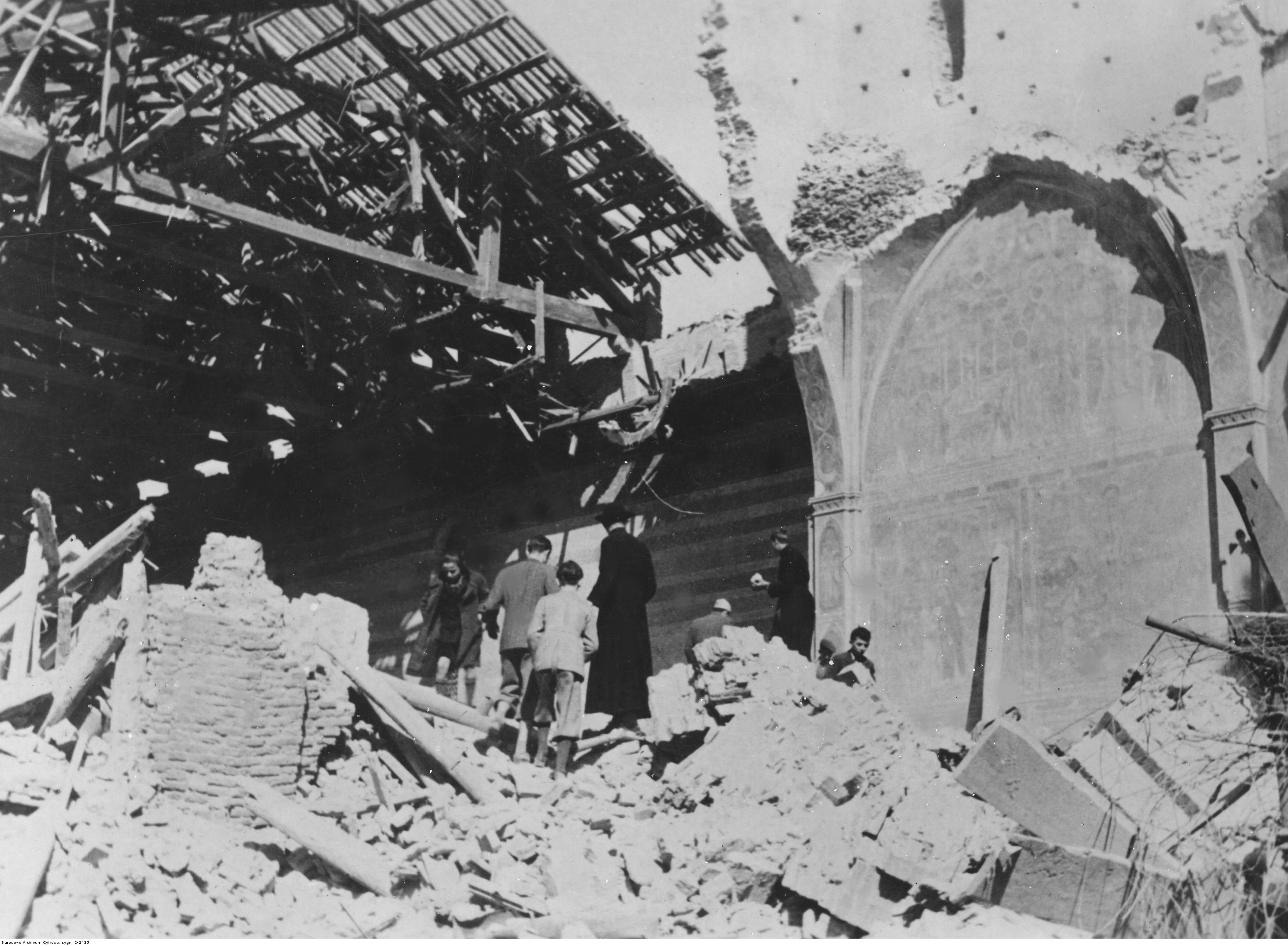
Последствия бомбардировки авиацией союзников в 1944 году